# 1990–1991-es magyar női kosárlabda-bajnokság
Az 1990–1991-es magyar női kosárlabda-bajnokság az ötvennegyedik magyar női kosárlabda-bajnokság volt. Húsz csapat indult el, a csapatok az előző évi szereplés alapján két csoportban (A csoport: 1-10. helyezettek, B csoport: 11-17. helyezettek plusz a három feljutó) két kört játszottak. Az alapszakasz után az A csoport 1-6. helyezettjei és a B csoport 5-10. helyezettjei az addigi pontjaikat megtartva egymással, az A csoport 7-10. és a B csoport 1-4. helyezettjei az egymás elleni eredményeiket megtartva a másik csoportból jövőkkel újabb két kört játszottak. Ezután a csapatok a középszakaszban kialakult helyezések alapján play-off rendszerben játszottak a végső helyezésekért.
A Tungsram SC–Pécsi VSK elődöntő második meccse Pécsett 76–74-es pécsi vezetésnél 44 másodperccel a vége előtt félbeszakadt, mert a Tungsram által delegált időmérő és a műsorközlő között dulakodás történt. A bírók lefújták a meccset, pedig az érintettek eltávolítása után folytatni lehetett volna. A Pécs két büntetővel jött volna, így (mivel az első meccset is megnyerte idegenben) jó esélye lett volna a döntőbe jutásra. A szövetség azonban újrajátszást rendelt el, amelyen a Tungsram győzött, és később a harmadik meccset is megnyerve a döntőbe jutott.
A Szarvasi Főiskola Medosz SE új neve Szarvasi Dózsa TSZ SE lett.

## Alapszakasz

### A csoport
| #   | Csapat                | M  | Gy | V  | K+   | K-   | P  |
| --- | --------------------- | -- | -- | -- | ---- | ---- | -- |
| 1.  | BEAC-Gépszev-Villért  | 18 | 17 | 1  | 1478 | 1104 | 35 |
| 2.  | Tungsram SC           | 18 | 15 | 3  | 1577 | 1167 | 33 |
| 3.  | MTK-VM                | 18 | 12 | 6  | 1396 | 1236 | 30 |
| 4.  | Pécsi VSK             | 18 | 12 | 6  | 1383 | 1287 | 30 |
| 5.  | Soproni VSE           | 18 | 10 | 8  | 1339 | 1227 | 28 |
| 6.  | BSE                   | 18 | 8  | 10 | 1144 | 1093 | 26 |
| 7.  | Szekszárdi KSC        | 18 | 5  | 13 | 1128 | 1365 | 23 |
| 8.  | Szarvasi Dózsa TSZ SE | 18 | 5  | 13 | 1155 | 1294 | 23 |
| 9.  | Kecskeméti SC         | 18 | 4  | 14 | 1188 | 1488 | 22 |
| 10. | Szeged SC             | 18 | 2  | 16 | 1111 | 1638 | 20 |

### B csoport
| #   | Csapat                     | M  | Gy | V  | K+   | K-   | P  |
| --- | -------------------------- | -- | -- | -- | ---- | ---- | -- |
| 1.  | Sabaria-Carbon SE          | 18 | 16 | 2  | 1377 | 1130 | 34 |
| 2.  | Egis-OSC                   | 18 | 16 | 2  | 1642 | 1231 | 34 |
| 3.  | Diósgyőri VTK-SeM          | 18 | 15 | 3  | 1685 | 1159 | 33 |
| 4.  | Ganz-MÁVAG VSE             | 18 | 11 | 7  | 1243 | 1225 | 29 |
| 5.  | Alba Regia Építők-Albacomp | 18 | 8  | 10 | 1198 | 1269 | 26 |
| 6.  | Testnevelési Főiskola SE   | 18 | 7  | 11 | 1153 | 1232 | 25 |
| 7.  | BKV Előre                  | 18 | 7  | 11 | 1181 | 1439 | 25 |
| 8.  | MÁV Nagykanizsai TE        | 18 | 5  | 13 | 1106 | 1293 | 23 |
| 9.  | Közgáz-Masped SC           | 18 | 3  | 15 | 1262 | 1459 | 21 |
| 10. | Ferencvárosi Vasutas       | 18 | 2  | 16 | 1123 | 1529 | 20 |

* M: Mérkőzés Gy: Győzelem V: Vereség K+: Dobott kosár K-: Kapott kosár P: Pont

## Középszakasz

### 1–6. helyért
| #  | Csapat               | M  | Gy | V  | K+   | K-   | P  |
| -- | -------------------- | -- | -- | -- | ---- | ---- | -- |
| 1. | BEAC-Gépszev-Villért | 28 | 25 | 3  | 2267 | 1831 | 53 |
| 2. | Tungsram SC          | 28 | 22 | 6  | 2340 | 1875 | 50 |
| 3. | Pécsi VSK            | 28 | 18 | 10 | 2109 | 1996 | 48 |
| 4. | MTK-VM               | 28 | 15 | 13 | 2113 | 1933 | 43 |
| 5. | Soproni VSE          | 28 | 13 | 15 | 2011 | 2004 | 41 |
| 6. | BSE                  | 28 | 11 | 17 | 1800 | 1798 | 39 |

### 7–14. helyért
| #   | Csapat                | M  | Gy | V  | K+   | K-   | P  |
| --- | --------------------- | -- | -- | -- | ---- | ---- | -- |
| 7.  | Diósgyőri VTK-SeM     | 14 | 9  | 5  | 1183 | 1040 | 23 |
| 8.  | Szarvasi Dózsa TSZ SE | 14 | 9  | 5  | 1066 | 959  | 23 |
| 9.  | Szeged SC             | 14 | 8  | 6  | 1028 | 1088 | 22 |
| 10. | Sabaria-Carbon SE     | 14 | 8  | 6  | 987  | 999  | 22 |
| 11. | Egis-OSC              | 14 | 7  | 7  | 1101 | 1094 | 21 |
| 12. | Kecskeméti SC         | 14 | 7  | 7  | 1119 | 1087 | 21 |
| 13. | Szekszárdi KSC        | 14 | 6  | 8  | 1005 | 1001 | 20 |
| 14. | Ganz-MÁVAG VSE        | 14 | 2  | 12 | 971  | 1192 | 16 |

### 15–20. helyért
| #   | Csapat                     | M  | Gy | V  | K+   | K-   | P  |
| --- | -------------------------- | -- | -- | -- | ---- | ---- | -- |
| 15. | Testnevelési Főiskola SE   | 28 | 16 | 12 | 1829 | 1830 | 44 |
| 16. | Alba Regia Építők-Albacomp | 28 | 14 | 14 | 1918 | 1960 | 42 |
| 17. | MÁV Nagykanizsai TE        | 28 | 11 | 17 | 1791 | 1921 | 39 |
| 18. | Közgáz-Masped SC           | 28 | 9  | 19 | 1974 | 2114 | 37 |
| 19. | BKV Előre                  | 28 | 8  | 20 | 1861 | 2233 | 36 |
| 20. | Ferencvárosi Vasutas       | 28 | 3  | 25 | 1761 | 2277 | 31 |

* M: Mérkőzés Gy: Győzelem V: Vereség K+: Dobott kosár K-: Kapott kosár P: Pont

## Rájátszás

### 1–4. helyért
Elődöntő: BEAC-Gépszev-Villért–MTK-VM 65–67, 61–71 és Tungsram SC–Pécsi VSK 72–93, (74–76,) 72–58, 76–52
Döntő: Tungsram SC–MTK-VM 43–68, 58–63
3. helyért: BEAC-Gépszev-Villért–Pécsi VSK 75–79, 87–80, 84–74

### 5–8. helyért
5–8. helyért: Soproni VSE–Szarvasi Dózsa TSZ SE 79–78, 85–73 és BSE–Diósgyőri VTK-SeM 69–63, 68–63
5. helyért: Soproni VSE–BSE 61–76, 67–62, 62–75
7. helyért: Diósgyőri VTK-SeM–Szarvasi Dózsa TSZ SE 95–93, 68–72, 72–79

### 9–12. helyért
9–12. helyért: Szeged SC–Kecskeméti SC 91–111, 69–62, 81–67 és Sabaria-Carbon SE–Egis-OSC 75–71, 74–82, 84–71
9. helyért: Szeged SC–Sabaria-Carbon SE 75–69, 78–85, 73–75
11. helyért: Egis-OSC–Kecskeméti SC 63–81, 77–98

### 13–16. helyért
13–16. helyért: Szekszárdi KSC–Alba Regia Építők-Albacomp 80–71, 77–65 és Ganz-MÁVAG VSE–Testnevelési Főiskola SE 62–65, 64–66
13. helyért: Szekszárdi KSC–Testnevelési Főiskola SE 80–70, 57–55
15. helyért: Ganz-MÁVAG VSE–Alba Regia Építők-Albacomp 72–58, 77–65

### 17–20. helyért
17–20. helyért: MÁV Nagykanizsai TE–Ferencvárosi Vasutas 70–52, 70–56 és Közgáz-Masped SC–BKV Előre 82–72, 68–81, 72–76
17. helyért: MÁV Nagykanizsai TE–BKV Előre 76–50, 81–79
19. helyért: Közgáz-Masped SC–Ferencvárosi Vasutas 73–67, 70–57